# Castillo de Burgos
El castillo de Burgos es una fortaleza situada en la ciudad española de Burgos. Se encuentra en la cumbre del cerro del Castillo, elevado 75 m sobre el nivel de la ciudad. La primera torre fue levantada por el conde Diego Porcelos en los tiempos de la Reconquista, en el año 884. Conforme fue aumentando la importancia del emplazamiento defensivo, se dio paso a un castillo y a elementos defensivos más complejos.

## Características

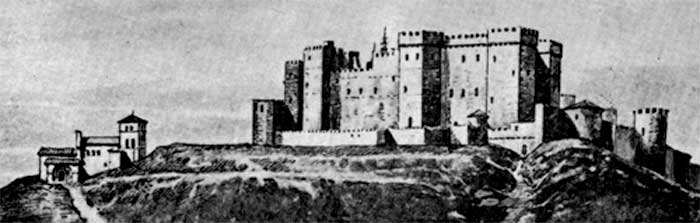
El Castillo de Burgos, frente a la iglesia de Santa María la Blanca. Grabado.

### Puertas

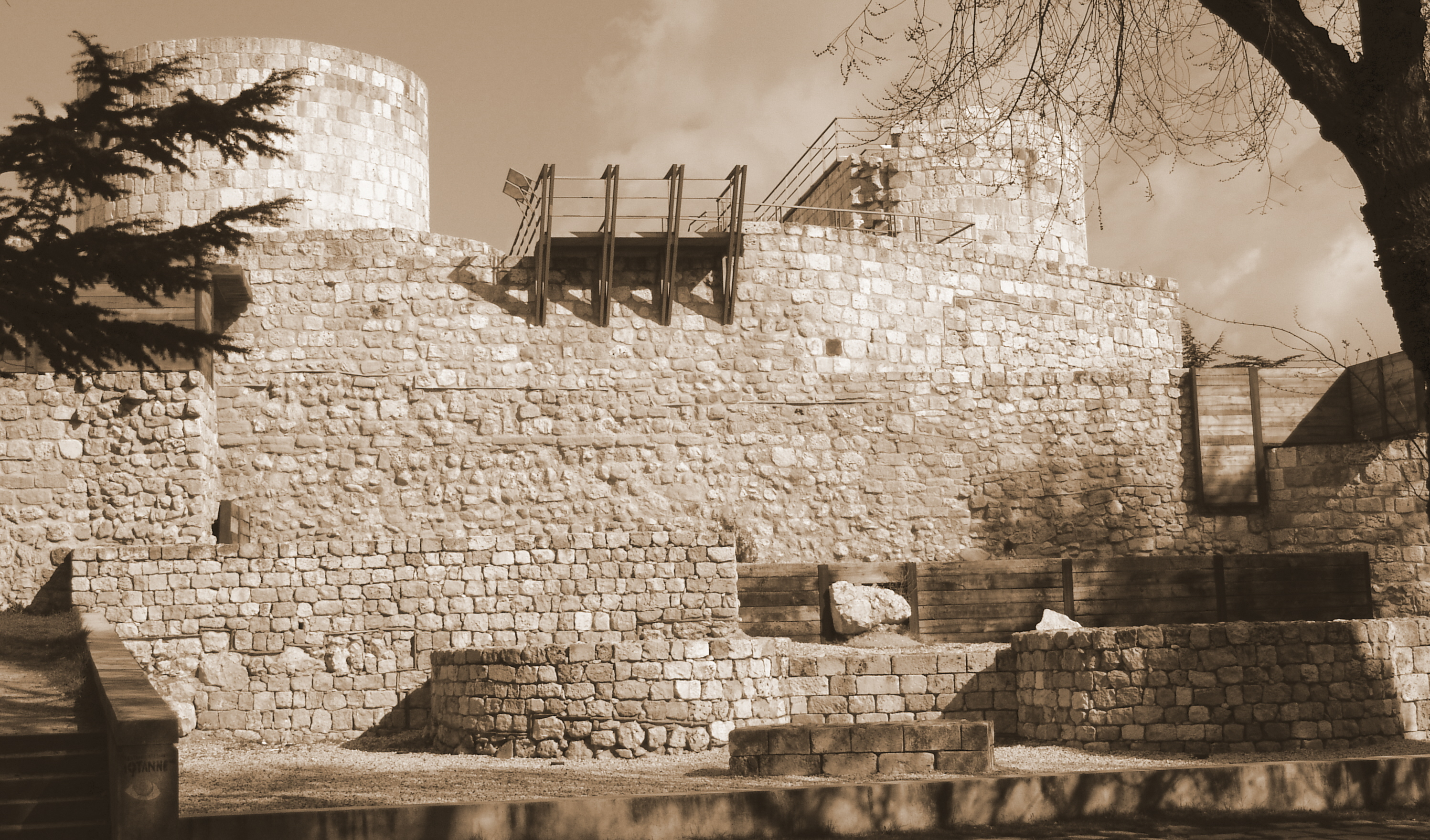
Ruinas, puerta sur.

Recientes excavaciones arqueológicas han permitido descubrir los restos de la Puerta Sur. Se trata de un muro quebrado, abierto a un vano flanqueado por sendas torres de planta semicircular. La puerta principal, abierta en el frente noroccidental, dispone de un pasadizo en bóveda.

### Pozo
Como parte del complejo subterráneo, el pozo (popularmente conocido como Cueva del Moro) cuenta con galerías de más de 300 m de longitud. Data de los siglos XII y XIII, aunque las primeras noticias se remontan a 1475, durante el asedio de las tropas de Isabel la Católica, episodio de la guerra de sucesión al trono, estando defendido por los partidarios de Juana la Beltraneja.
Es una obra de fábrica de sillería en piedra caliza, consistente en un cilindro hueco vertical que alcanza una profundidad de 62,50 m. Para poder acceder se construyen 6 husillos o cilindros verticales de 1,40 m de diámetro interior.

"Para que este Castillo fuese más seguro y no le pudiesen tomar por sed, hizo su fundador cerca de su entrada, por la parte interior, un pozo tan profundo, que para bajar al nacimiento del agua tiene alrededor una escalera de piedra en forma de caracol de trescientos treinta y cinco escalones con sus claraboyas a trechos que le dan luz, aunque poca, y está tan artificiosamente obrado que parece obra de encantamiento."

### Otros elementos
Patio de armas, restos de la torre del Homenaje, tumbas antropomorfas, diversas estancias y pavimentos de piedra.

## Historia

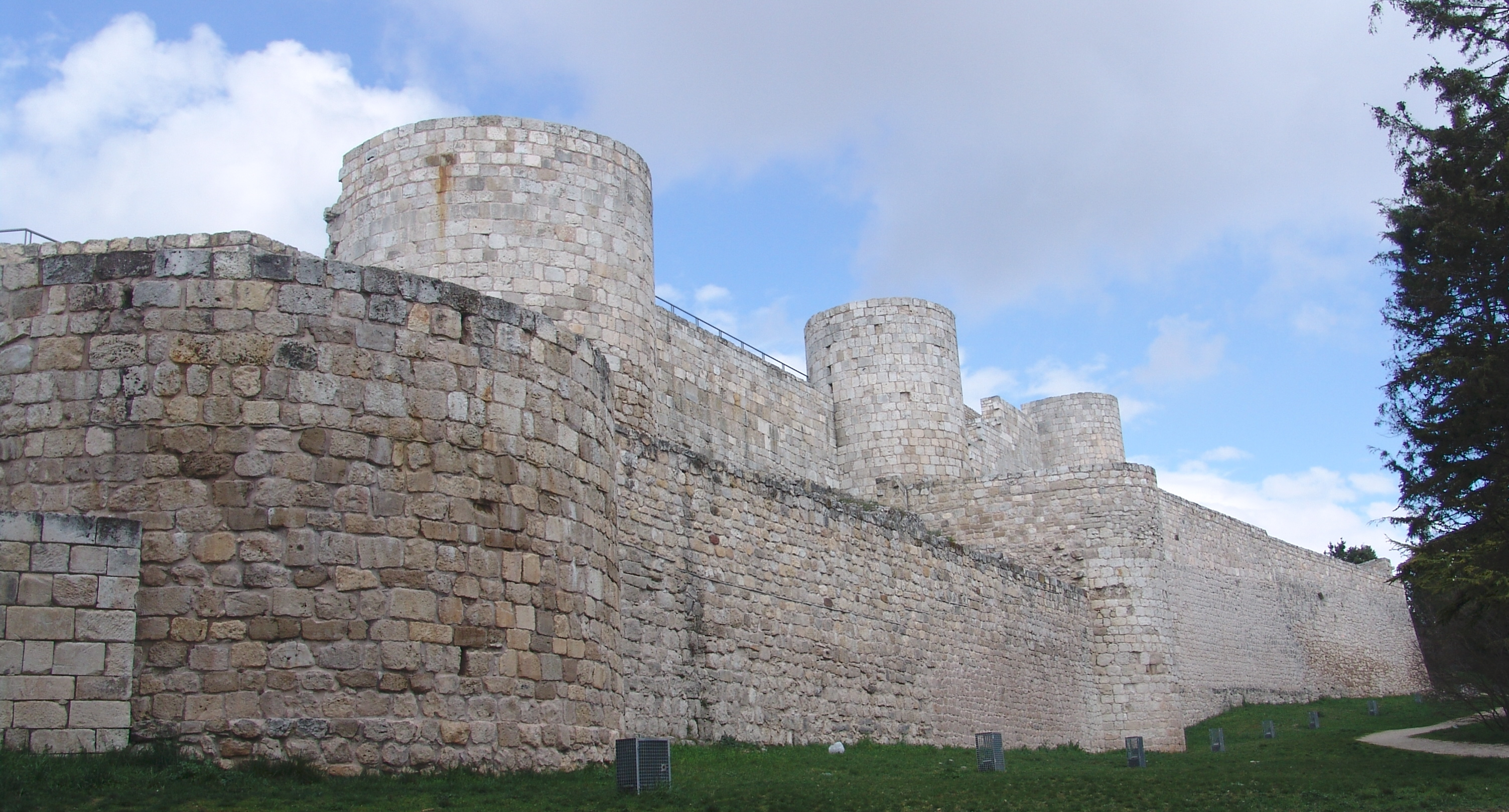
Vista exterior, fortificaciones napoleónicas.

Existen pruebas de asentamientos del Neolítico, Calcolítico, Edad del Bronce y la Primera Edad del Hierro en el cerro del Castillo y en el cerro de San Miguel, relieves desde los cuales se domina la ciudad y el valle del Arlanzón.
Sin embargo el nacimiento del castillo está estrechamente relacionado con la fundación de Burgos. Tras estos inicios en tiempos del conde Diego Rodríguez Porcelos, la importancia creciente de la ciudad exigió la construcción de una gran fortaleza, cuyo perímetro está perfectamente documentado. Los viajeros medievales relatan unánimemente la sensación de fuerza y de seguridad que ofrecía. Probablemente durante el reinado de Alfonso VIII de Castilla se produce la primera gran transformación, participando expertos alarifes al gusto mudéjar de la época. El rey castellano Enrique IV emprende la segunda reforma, fundamentalmente de embellecimiento, con objeto de transformarlo en palacio: salones, aposentos y capilla.

"Los reyes de Castilla, teniendo aquella fortaleza, tienen título al reino, e se pueden con buena confiança llamarse reyes dél, porque es cabeça de Castilla e cámara de los reyes."

### Castillo Real

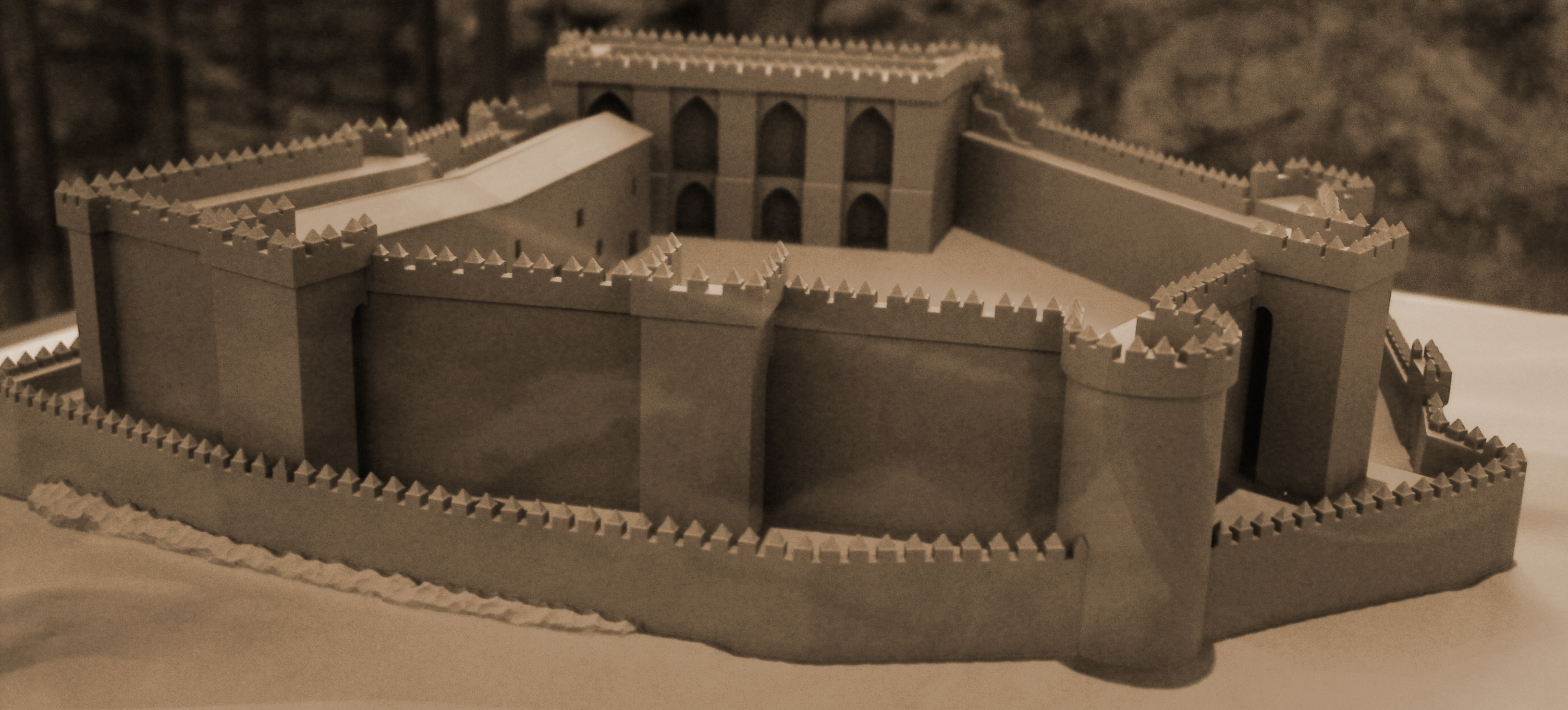
Maqueta del palacio de Alfonso X

El conocido como palacio de Alfonso X fue habitado por Juan II de Castilla y también por su padre Enrique III de Castilla.

### Disputas con la ciudad
Nunca fueron buenos amigos la ciudad y el castillo, pero se soportaron durante siglos. Fernando el Católico lo asedia en la guerra contra Juana la Beltraneja. El cerco lo inicia en agosto de 1474 y dura hasta enero de 1476. En este período se libraron algunos de los combates más feroces de su historia, siendo uno de los objetivos cortar el agua a los sitiados, de modo que los minadores trabajaron con la doble finalidad de interceptar el pozo y volar los muros, tal como señala Luciano Serrano.
Durante el reinado de Fernando el Católico, el Castillo de Burgos fue reconvertido en fuerte de artillería. Por aquella época, en el castillo se celebraban importantes fiestas a las que asistía lo mejor de la nobleza castellana.

### Presos insignes

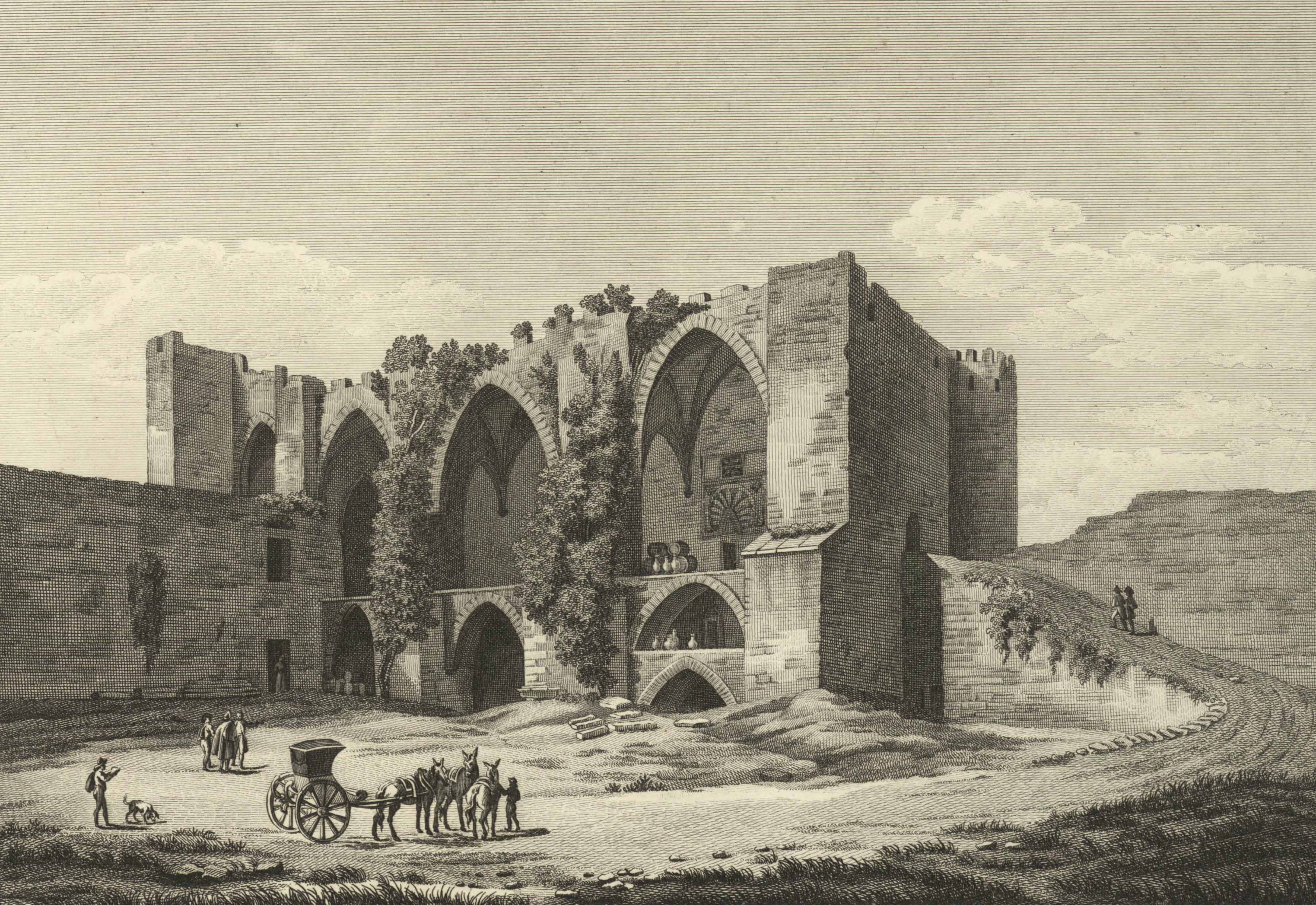
Grabado de comienzos del siglo de los restos del palacio de Alfonso X en Voyage pittoresque et historique de l'Espagne, a partir de dibujo de Denon.

El castillo de Burgos fue utilizado como cárcel de Estado, estando ocupada por los reyes García de Galicia y Alfonso VI de León, así como por Tomás de Gournay, asesino del rey Eduardo II de Inglaterra.
En 1277, según refieren los Anales del reinado de Alfonso X, fue ejecutado en el castillo de Burgos el infante Fadrique de Castilla, hijo de Fernando III el Santo, por orden de su hermano Alfonso X el Sabio, quien ordenó ejecutar al mismo tiempo a Simón Ruiz de los Cameros, señor de los Cameros y yerno del infante Fadrique de Castilla. La versión que proporcionan los Anales del reinado de Alfonso X, posteriores a la Crónica de Alfonso X, de la ejecución del infante Fadrique, es la siguiente:

"Era de mill e trezientos e diez e seis eños, el ynfante don Sancho, fijo del rey don Alfonso e heredero, presó a don Ximón Ruiz de los Cameros en Logroño por mandado del rey su padre. E en este año presó el rey don Alfonso a don Fadrique, su hermano, en Burgos, e mandólo le meter en el castillo e meterlo en vna arca que estaba llena de fierros agudos e allí murió."

Posteriormente, y después de haber permanecido varios años en un lugar indigno, los restos mortales del infante Fadrique de Castilla fueron trasladados en 1282, y por orden de su sobrino Sancho IV el Bravo, al desaparecido convento de la Santísima Trinidad de Burgos, que fue demolido en el siglo XIX.

### Fábrica de pólvora
Durante la Edad Moderna y por causa tanto de la evolución de las técnicas militares, como por la lejanía de los escenarios bélicos, pierde su antigua función defensiva. En su recinto se asentó durante el siglo XVI la primera escuela de formación para artilleros que ha habido en España, llegando a fabricar veinte quintales de pólvora diarios en 1542. Se trataba de actividades secundarias.

### Destrucción

Campañas de la coalición aliada de británicos y portugueses junto con los rebeldes españoles, para retomar la Península y expulsar a las tropas napoleónicas.

Un incendio acaecido en 1736 supuso la destrucción del interior, viguerías, techumbres y artesonados. Durante la Guerra de la Independencia la ciudad recuperó su posición estratégica y los franceses procedieron a un efímero acondicionamiento que supuso una importante transformación del recinto.
Con la invasión napoleónica los soldados franceses, se cuenta que fue el mismo Napoleón el que escoge la posición, establecen en el mismo su batería imperial. Entre septiembre y octubre de 1812 el castillo fue el centro protagonista del asedio de Burgos dirigido por las tropas angloportuguesas de Arthur Wellesley (futuro duque de Wellington), quien tenía su base de operaciones en un palacio situado en Villatoro. Entre los oficiales británicos que perdieron la vida en las operaciones bélicas se encontraba un estrecho colaborador de Wellesley, el mayor Edward Charles Cocks. Durante este asedio, los franceses volaron la iglesia de San Román.

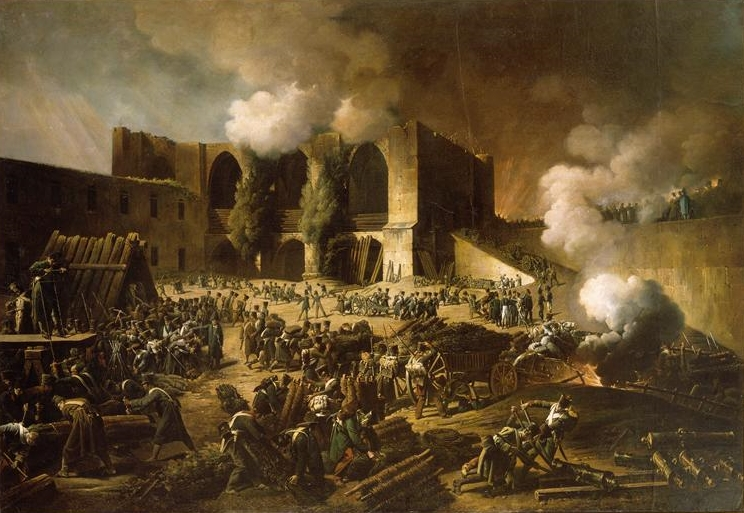
Asedio al castillo de Burgos (1812)

Con la retirada de los franceses en junio de 1813, el castillo es testigo de los últimos preparativos que el contingente realiza antes de su marcha definitiva. Allí trabajan para hacer desaparecer cualquier material, bélico o documental, que pudiera serle útil al enemigo; el procedimiento elegido es volar la fortaleza. La hacen saltar por los aires sin dar tiempo a la evacuación de los últimos soldados. Más de doscientos militares franceses mueren en la explosión del 13 de junio, que estremece a toda la población.
La iglesia de Santa María la Blanca queda destruida; se pierde buena parte de las vidrieras de la catedral y se producen daños en el antepecho de la torre del crucero; así como en la iglesia de San Esteban. Además, en la chopera del Carmen se localizan bastantes cadáveres de soldados franceses.

### SiglosXIXyXX
Durante el resto del siglo XIX fue utilizado esporádicamente durante las guerras carlistas. Eduardo de Oliver Copons escribió a finales del siglo XIX un libro sobre la fortificación. El castillo también se usó a lo largo de la guerra civil de 1936, instalándose allí la defensa antiaérea de la ciudad.

#### Telégrafo óptico
El castillo de Burgos tuvo una importancia clave en el sistema de comunicaciones mediante telégrafo óptico ideado en España en el siglo XIX. En la provincia de Burgos aún se conservan restos, en diversos estados de conservación, de las numerosas torres que se construyeron para comunicar el centro de la península con el norte. El castillo de Burgos fue la posición 27 de la Línea de Castilla que comunicaba Madrid con Irún.
|                                                                                             |
| Posición 27: Torre óptica sobre el castillo de Burgos hacia 1870. Fotografía de J. Laurent. |

## Estado actual y visitas
Hoy en día el entorno del castillo es un parque de recreo con calles dedicadas a poetas. La reconstrucción parcial de la fortaleza ha permitido su habilitación como centro de interpretación (abierto al público en 2003) pudiendo visitarse también el pozo y las galerías subterráneas, conocidas como Cueva del Moro.
Las visitas se realizan de forma autoguiada, salvo en lo que se refiere al itinerario subterráneo, que se lleva a cabo en grupos reducidos y siempre acompañados por un guía que explica el recorrido.

## Museo Arqueológico
En los años 1996 a 2003 se desarrolló el proyecto y ejecución del Museo Arqueológico en el Castillo de Burgos realizado por los arquitectos Marian Álvarez-Buylla y Joaquín Ibáñez Montoya. El proyecto respeta los principios de actuación sobre el patrimonio de las cartas internacionales de restauro, un pabellón que protege y que a su vez es desmontable sin interferir con la construcción original existente.